# Cahuallitermes aduncus
Cahuallitermes aduncus är en termitart som beskrevs av Luis Miguel Constantino 1994. Cahuallitermes aduncus ingår i släktet Cahuallitermes och familjen Termitidae. Inga underarter finns listade i Catalogue of Life.